# 雷德斯通 (新罕布什爾州)
雷德斯通（英語：Redstone）是位於美國新罕布什爾州卡羅爾縣的非建制地區。

## 歷史
雷德斯通的郵局於1888年設立，其後於1972年停運。

## 地理
雷德斯通所處的海拔為高於海平面148米（即486英呎），而該地所採用的時區為UTC-5，即北美东部时区（EST）。同時該地設有夏令時間，為UTC-5調快一小時，即UTC-4（EDT）。